# NASA Visible Earth
NASA Visible Earth is een verzameling van NASA-afbeeldingen en -animaties van de Aarde die vrij gebruikt mogen worden, onder bepaalde voorwaarden. Enkele van deze voorwaarden zijn:
- De afbeeldingen zijn vrij van licentiekosten voor het gebruik
- NASA verlangt een verwijzing naar haar als eigenaar van de afbeelding
- Een verwijzing naar Visible Earth (verzoek, geen voorwaarde)

Met uitzondering van de afbeeldingen gemaakt met SeaWiFS-, QuickBird- en IKONOS-apparatuur, vallen alle afbeeldingen van de Visible Earth onder de gebruiksvoorwaarden zoals hierboven door NASA bepaald.